# Jalovčanka

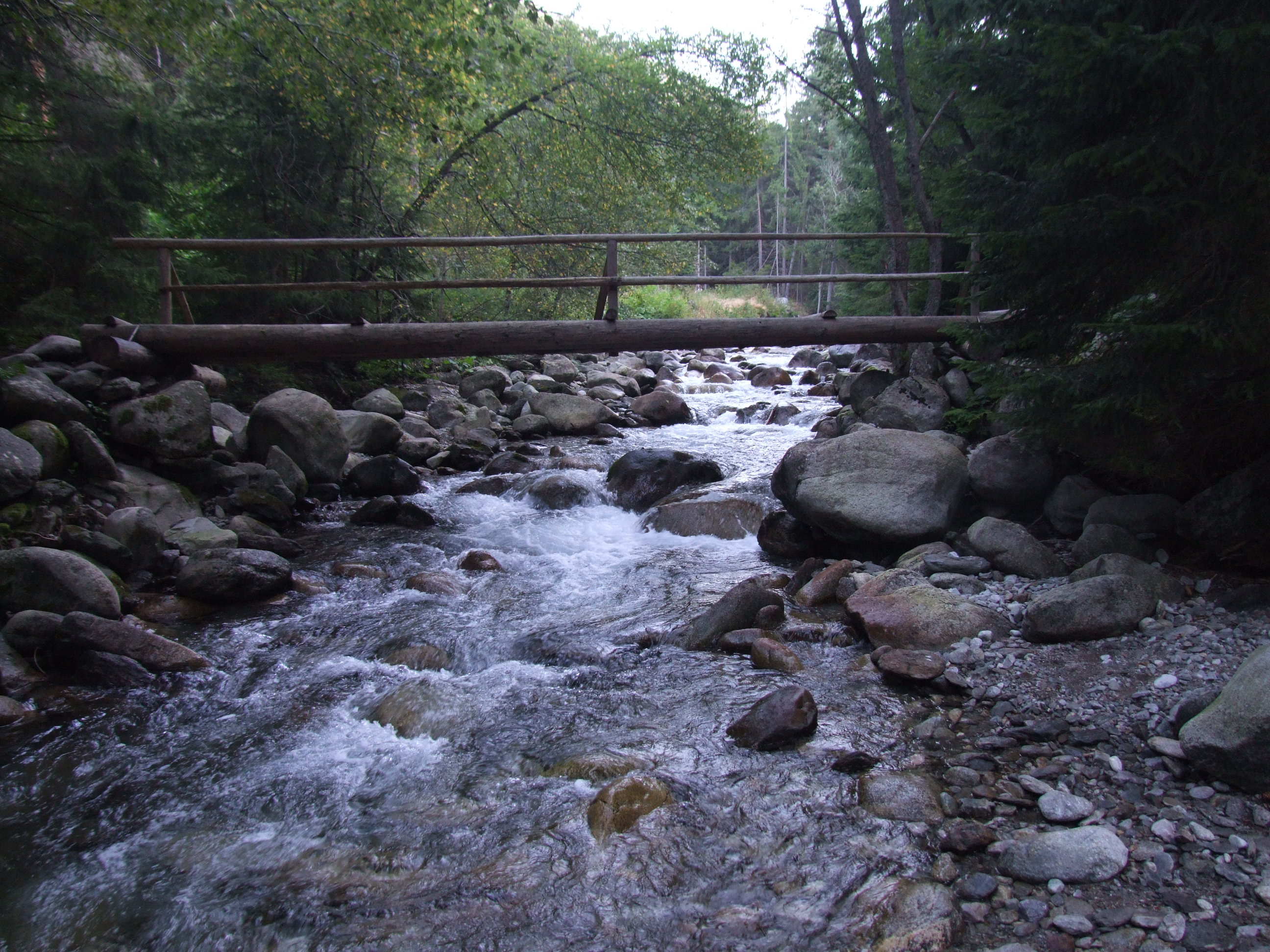
Bro över Jalovčanka.

Jalovčanka är en 16,7 kilometer lång biflod till Waag i regionen Žilinský kraj och ett populärt vandringsspår.